# Academia Itanhaense de Letras
A Academia Itanhaense de Letras (AIL) é uma academias de letras brasileira, fundada em 19 de julho de 1997, na histórica Casa de Cadeia e Câmara, conhecida como Casa da Memória, por 19 escritores moradores de Itanhaém, no estado de São Paulo, com o objetivo de congregar pessoas com destaque nas atividades literárias de Itanhaém, ou a ela ligadas, incentivando e divulgando a prosa e o verso, além de desenvolver o interesse pelas letras.
Desde o dia 22 de abril de 1999 a Academia Itanhaense de Letras tem sua sede localizada na Biblioteca Municipal Poeta Paulo Bonfim, à Rua Dr. Cunha Moreira, no centro da cidade.
O lema da academia é Talento e criação, e foi criado pela acadêmica Izabel Salles, e o logotipo é da autoria de Geraldo Arruda de Castro, também acadêmico.

## Obras publicadas
- Em 2000, a academia publicou o livro Flores de Pedra, uma coletânea de autores da Academia Itanhaense de Letras, com contos, crônicas e poesias,
- em 2006 foi lançado o segundo livro nomeado como Um toque de literatura;
- em 2002, em virtude da celebração de seus cinquenta anos, foi publicada a obra Academia veste prata.